# Варме-Штайнах
Варме-Штайнах (нем. Warme Steinach) — река в Германии, протекает по земле Бавария. Площадь бассейна реки составляет 88,47 км², а общая её длина — 28,1 км. Исток расположен на высоте 788 метров, а устье — на высоте 346 метров над уровнем моря.
Именованными притоками Варме-Штайнаха являются Моосбах (нем. Moosbach, длина 4,1 км), Штефансбах (нем. Stephansbach, длина 4,08 км), Вайсенбехляйн (нем. Weißenbächlein, длина 3,2 км) и Кребсбехляйн (нем. Krebsbächlein, длина 5,52 км).